# ديف تومسون (لاعب كرة قدم)
ديف تومسون (بالإنجليزية: Dave Thomson)‏ (2 فبراير 1938 في المملكة المتحدة - 28 يناير 2016) هو لاعب كرة قدم بريطاني في مركز الهجوم. لعب مع دونفرملين أثلتيك وكوين أوف ساوث وليستر سيتي ونادي ستيرلينغشير الشرقية وبيرويك راينجرز ولينليثغو روز ‏.

## وصلات خارجية
- ديف تومسون على موقع قاعدة بيانات كرة القدم.إي يو (الإنجليزية)